# Torre Domus
La Torre Domus es un rascacielos ubicado en el sector Plaza Venezuela, centro financiero y comercial de la ciudad de Caracas, Venezuela. Su construcción comenzó en 1988 y concluyó en 1994, con 104 metros de altura y 25 pisos. En la torre se encuentran oficinas comerciales, financieras, gubernamentales, además de algunos bancos y tiendas. 

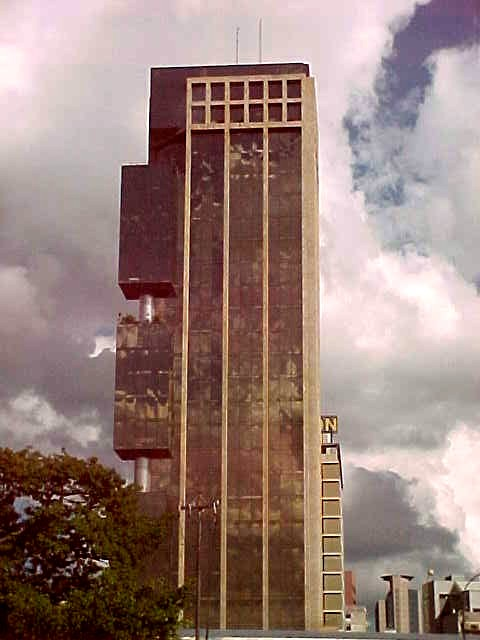
Torre Domus años atrás

La Torre Domus tiene 3 sótanos de estacionamiento, 4 ascensores de alta velocidad y 2 escaleras de emergencia.